# Giovanni Carnovali

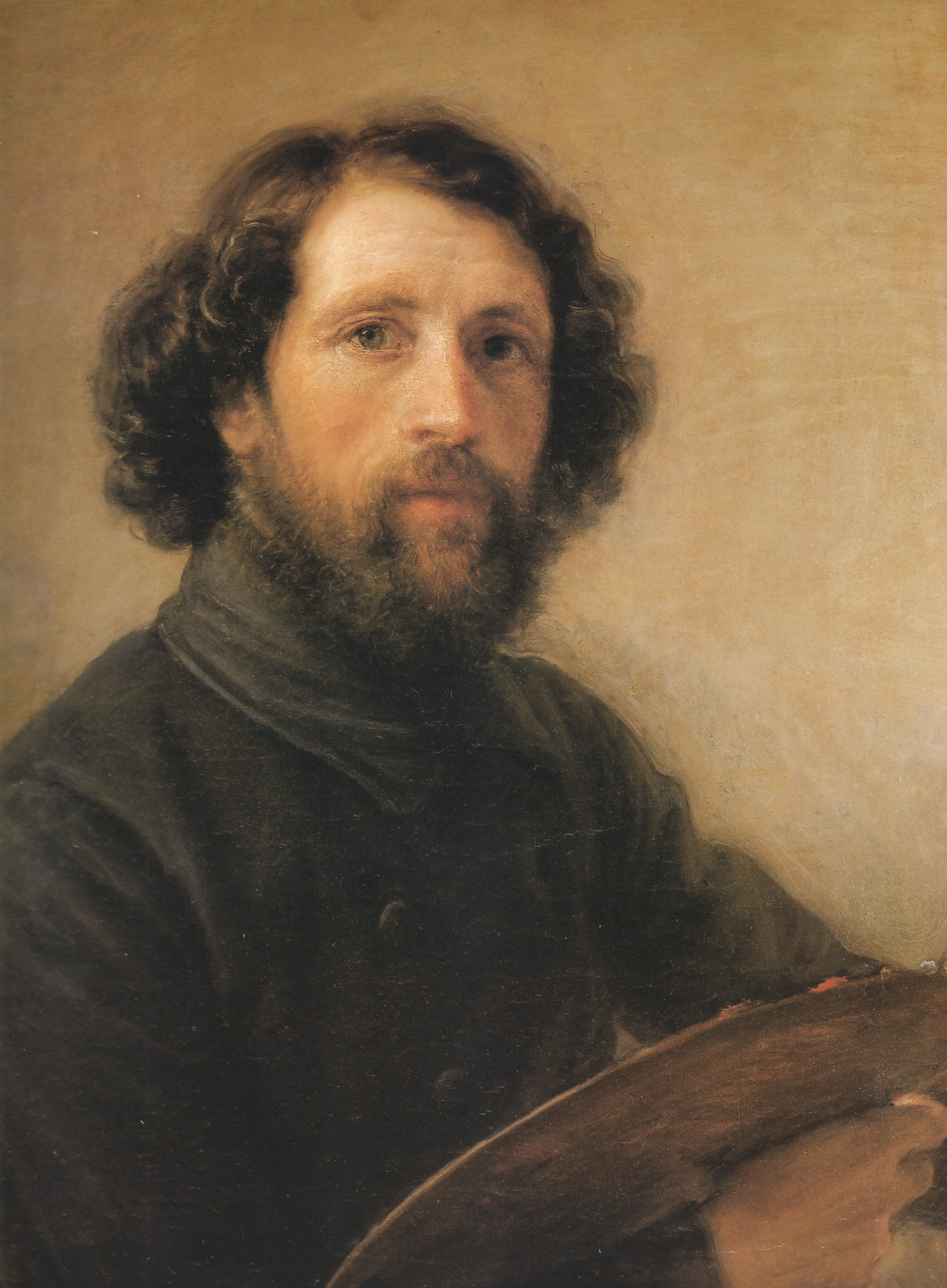
Autorretrato (1845)

Giovanni Carnovali (29 de septiembre de 1804 - 5 de julio de 1873), también conocido como Piccio ("pequeño"), fue un pintor italiano.

## Biografía
Carnovali nació en Montegrino Valtravaglia (Varese). En 1815, a la edad de 11 años, fue admitido en la Accademia Carrara de Bérgamo, bajo la guía del director Giuseppe Diotti, quien de inmediato reconoció el talento natural de su joven alumno. El artista pronto comenzó a romper las convenciones del estricto neoclasicismo y echó la vista atrás, para volver a la tradición figurativa de los siglos XVI y XVII, que interpretó con gran libertad expresiva, especialmente en la pintura de retratos. Su debut en la exposición de la Accademia Carrara y su primer gran encargo público para un trabajo de tema religioso llegó en 1826. Después de los primeros viajes cortos para estudiar pintores próximos, realizó un viaje a pie en la segunda mitad de la década de 1820 que le llevó hasta Roma en 1831 y se detuvo en Parma en el camino de regreso.
Entre los seguidores y pupilos de Carnovali podemos citar a Tranquillo Cremona. 
Hay registros de una segunda estancia en Roma en 1843 y de un largo viaje a Nápoles en 1845. Se trasladó a Milán en 1838, y tomó parte en las exposiciones de la pinacoteca de Brera solo en dos osaciones, en 1839 y 1840. Precisamente durante esos años se vio un cambio en su estética, persiguiendo ahora una pintura de menor carácter descriptivo, con suaves y nebulosos contornos bajo la influencia de Correggio o Andrea Appiani, así como de la pintura francesa vista en París, alrededor de 1840. Este cambio en el estilo culminó en el rechazo de un trabajo por parte de los eclesiásticos de la Comisión de Anzano en 1863, debido a un uso sin precedentes de la libertad creativa y de la audacia experimental en el manejo de la luz. 
Carnovali murió en Cremona, de la edad de 68.

## Galería

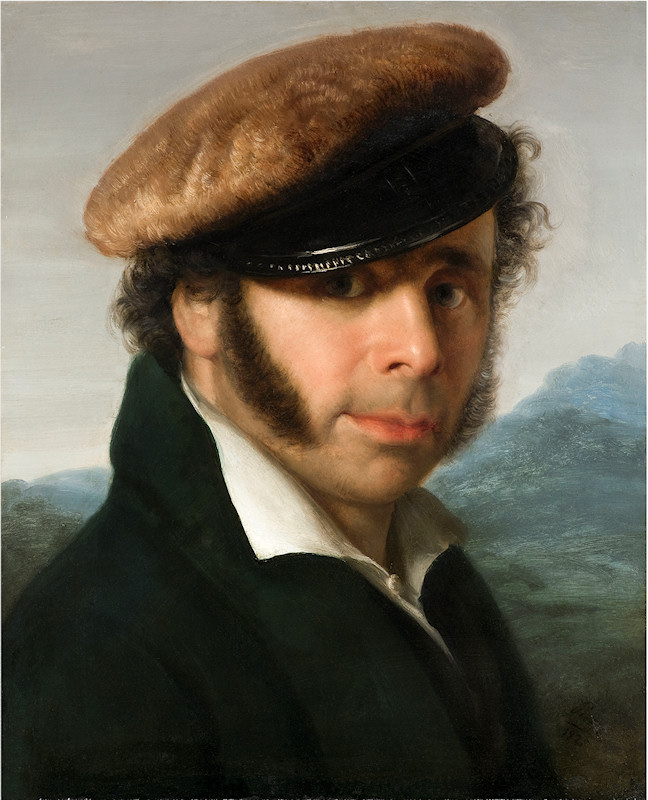
Retrato de Pietro Ronzoni, óleo sobre tabla (1825)
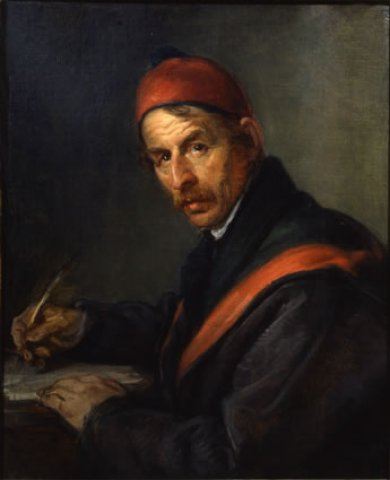
Retrato de un hombre escribiendo, óleo sobre lienzo (c.1843)
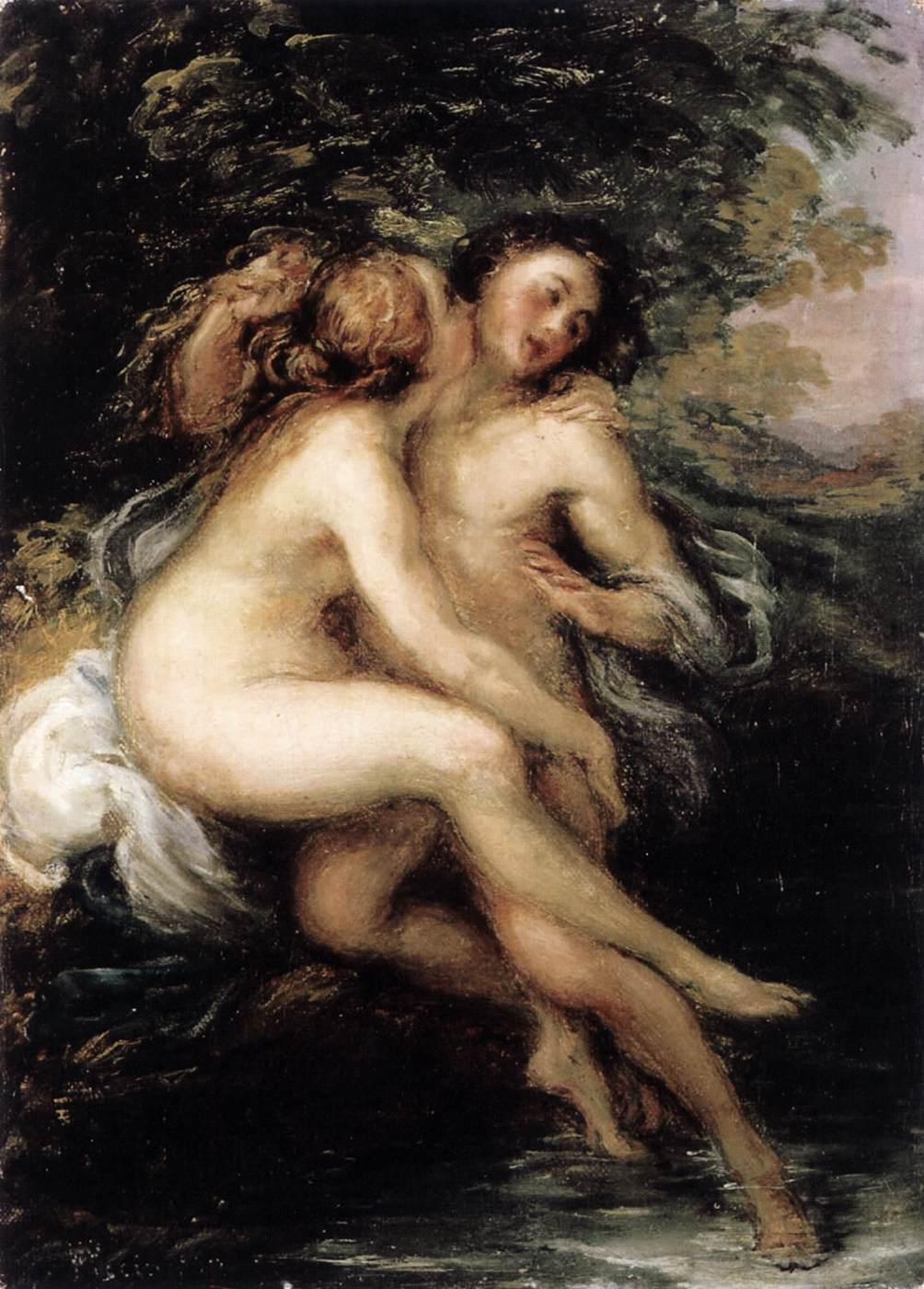
Salmacis y Hermafrodito, óleo sobre lienzo (1856)
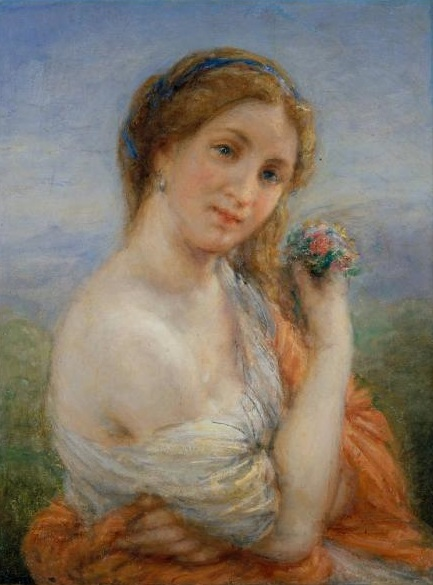
Flora, óleo sobre lienzo (1868)

## Otros proyectos
- Wikimedia Commons alberga una categoría multimedia sobre Giovanni Carnovali.

- Datos: Q1110515
- Multimedia: Giovanni Carnovali / Q1110515